# Ochthebius metellus
Ochthebius metellus är en skalbaggsart som beskrevs av Armand D'Orchymont 1942. Ochthebius metellus ingår i släktet Ochthebius och familjen vattenbrynsbaggar. Inga underarter finns listade i Catalogue of Life.